# فرنسا والأمم المتحدة
فرنسا عضو في الأمم المتحدة منذ تأسيس المنظمة في عام 1945. وهي إحدى الدول الخمس، إلى جانب الصين وروسيا والمملكة المتحدة والولايات المتحدة، التي تحتل مقعدًا دائمًا في مجلس الأمن التابع للأمم المتحدة،  وهو المسؤول عن الحفاظ على السلم والأمن الدوليين. ساهمت فرنسا في المنظمة على مر السنين من خلال قيادتها ورعايتها لمختلف القرارات وهيئات الأمم المتحدة الرئيسية الأخرى، فضلاً عن كونها واحدة من أكبر الدول المساهمة في كل من الميزانية العامة وميزانية عمليات حفظ السلام.  تحدث العديد من الرؤساء الفرنسيين صراحة عن دعمهم للأمم المتحدة وأهدافها، وهناك روابط واضحة بين سياسات فرنسا الخاصة والقيم التي تتبناها الأمم المتحدة، وخاصة فيما يتعلق بحقوق الإنسان. في العقد الماضي، دعت فرنسا إلى إصلاحات مختلفة في مجلس الأمن الدولي وعمليات حفظ السلام.  تمثل الأمم المتحدة، منذ تأسيسها، جوهر مشاركة فرنسا في النظام الدولي متعدد الأطراف.

## إنشاء الأمم المتحدة
على الرغم من كونها اليوم واحدة من «الخمسة الكبار»،  الدول الخمس دائمة العضوية في مجلس الأمن والتي تتمتع بحق النقض، فقد تم استبعاد فرنسا إلى حد كبير من عملية التخطيط للمنظمة الدولية الجديدة المكلفة بالحفاظ على السلام بعد الحرب العالمية الثانية، ولم يتم إلحاقها إلا على مضض في وقت لاحق بعد الانتهاء من معظم التخطيط.
تم استخدام مصطلح «الأمم المتحدة» لأول مرة في وقت أبكر بكثير من البداية الرسمية للمنظمة الدولية عام 1945 في «إعلان الأمم المتحدة» عام 1945، وهو مؤتمر يضم 26 دولة (لا يشمل فرنسا التي كانت تحت الاحتلال النازي وبالتالي فهي ليست حكومة من الناحية القانونية) حيث تعهدت الحكومات بمواصلة قتالها خلال الحرب العالمية الثانية ضد قوى المحور.  في سلسلة من المؤتمرات والمنتديات على مدى السنوات القليلة المقبلة، خلف الأبواب المغلقة بشكل رئيسي، بدأت القوى المتحالفة «الثلاثة الكبار» في الحرب العالمية الثانية (الولايات المتحدة والمملكة المتحدة والاتحاد السوفيتي)  في صياغة خطط لمنظمة دولية للحفاظ على السلام الدولي، والبناء على أخطاء عصبة الأمم السابقة. هناك عدة أسباب لاستبعاد فرنسا من المحادثات في هذه المرحلة، وأهمها أن انهيار فرنسا بين عشية وضحاها في عام 1940، والتي كانت لا تزال في حالة يرثى لها حتى عام 1944 على الأقل (على الرغم من أن الآثار كانت محسوسة لفترة أطول)، تم تدمير صورتها كقوة عظمى. لقد جعلت الهزيمة الحاسمة للجيش الألماني من الصعب إنكار أن فرنسا لم تعد ببساطة القوة السياسية والعسكرية التي كانت عليها من قبل. هذا، إلى جانب مساهمة فرنسا المحدودة نسبيًا في المجهود الحربي، يعني أنه على الأقل في نظر «الثلاثة الكبار»، لم تعد فرنسا تستحق مكانًا على طاولة المنظمة الدولية الجديدة.  علاوة على ذلك، كان روزفلت، إلى جانب مسؤولين آخرين رفيعي المستوى، مرتابين من شارل ديغول، القائد المعلن لفرنسا الحرة، وبالتالي مترددًا في التعاون معه بسبب سماته النابليونية.  تعرضت فرنسا للإذلال والإهانة من هذا الاستبعاد خاصة بالنظر إلى دورها المهم في تأسيس عصبة الأمم بعد الحرب العالمية الأولى.  بينما لم تتم دعوة فرنسا إلى منتديات مثل مؤتمر دومبارتون أوكس  في عام 1944 (حيث تداولت الولايات المتحدة الأمريكية والمملكة المتحدة والاتحاد السوفيتي والصين حول مقترحات عمل ما كان سيصبح الأمم المتحدة لتقديمه إلى 26 دولة أخرى)، ولم يتم استشارتها رسميًا.  حث رئيس الوزراء البريطاني ونستون تشرشل الرئيس الأمريكي فرانكلين روزفلت على إعادة فرنسا إلى وضعها كقوة كبرى بعد تحرير باريس في أغسطس 1944.
بعد الكثير من المفاوضات، بمجرد أن أنشأت فرنسا حكومة جديدة وأضفت الشرعية عليها (الحكومة المؤقتة للجمهورية الفرنسية، وخلفتها الجمهورية الرابعة لاحقًا في عام 1946)، مُنحت على مضض مكانًا دائمًا في مجلس الأمن الدولي في المنظمة الدولية المستقبلية من حيث «تقاليدها ومُثُلها وأهميتها»  وإن كان ذلك بعد أن تم التفاوض بالفعل والانتهاء من جميع خطوات التخطيط المهمة دون مساهمتها.
ومع ذلك، في حين كانت مساهمات فرنسا محدودة إلى حد ما بشكل مباشر أثناء التخطيط والمفاوضات، فقد كانت فرنسا لعدة قرون مساهمًا رئيسيًا ومؤثرًا في الأفكار الليبرالية  حيث يكمن مفهوم المنظمات الدولية. علاوة على ذلك، عرفت الولايات المتحدة أنه من أجل تجنب المصير السيئ لعصبة الأمم، ستحتاج الأمم المتحدة إلى سلطات عقابية فعالة، وهي فكرة دفعت بها فرنسا في عام 1919 أثناء إنشاء العصبة ولكن رفضها الحلفاء الآخرون. 

## دور فرنسا في الأمم المتحدة
بصفتها عضوًا في ميثاق الأمم المتحدة وأحد الأعضاء الخمسة دائمي العضوية في مجلس الأمن، تلعب فرنسا دورًا نشطًا ومتكاملًا في العديد من مجالات نشاط الأمم المتحدة. علاوة على ذلك، تعد الفرنسية إحدى لغات العمل الرسمية في للأمم المتحدة.

### مجلس الأمن وحفظ السلام
كجزء من مجلس الأمن التابع للأمم المتحدة، تشارك فرنسا بشكل كبير في التأثير على النقاش حول مختلف القضايا التي تهدد السلم والأمن الدوليين وصياغة مختلف الوثائق، مثل القرارات التي يتبناها مجلس الأمن. في دورها في مجلس الأمن والحفاظ على السلام والأمن، تلعب فرنسا دورًا رئيسيًا في نزع السلاح على وجه الخصوص،  وتعمل على تعزيز المعاهدات المختلفة وفرض حظر الانتشار. كما يمنح مقعد فرنسا الدائم في مجلس الأمن حق النقض الذي استخدمته وهددت باستخدامه عدة مرات منذ تأسيس المنظمة الدولية لإظهار عدم موافقتها على مختلف القرارات، على الرغم من استخدامها لهذا الحق أقل بكثير من الدول الأخرى.

### حق النقض في مجلس الأمن التابع للأمم المتحدة
استخدمت فرنسا حق النقض (الفيتو) بشكل قليل مقارنة بباقي القوى، حيث اعترضت على 18 قرارًا من عام 1949 إلى عام 2007، مقابل 82 قرارًا للولايات المتحدة و123 من الاتحاد السوفيتي وروسيا و32 من بريطانيا و6 من الصين. استخدمت فرنسا حق النقض مع المملكة المتحدة، ضد قرار لحل العدوان الثلاثي في عام 1956. استخدمت فرنسا أيضًا حق النقض في عام 1976 بشأن مسألة استقلال جزر القمر. في عام 2002، هددت فرنسا باستخدام حق النقض ضد القرار 1441 بشأن غزو العراق عام 2003.
قائمة بجميع استخدامات فرنسا لحق النقض: 
- 26 يونيو 1946: المسألة الإسبانية.
- 25 أغسطس 1947: المسألة الإندونيسية.
- 30 أكتوبر 1956 (مرتين): القضية الفلسطينية: خطوات للوقف الفوري للعمل العسكري الإسرائيلي في مصر.
- 30 أكتوبر 1974: جنوب إفريقيا (التمثيل في الأمم المتحدة).
- 6 يونيو 1975: مسألة ناميبيا.
- 6 فبراير 1976: نزاع بين جزر القمر وفرنسا في مايوت.
- 19 أكتوبر 1976: الوضع في ناميبيا.
- 31 أكتوبر 1977 (ثلاث مرات): الوضع في جنوب إفريقيا.
- 30 أبريل 1981 (أربع مرات): مسألة ناميبيا.
- 21 أبريل 1986: شكوى ليبية ضد هجوم أمريكي.
- 11 يناير 1989: شكوى ليبية ضد إسقاط الولايات المتحدة للطائرات.
- 23 ديسمبر 1989: الوضع في بنما.

### المساهمات في ميزانية الأمم المتحدة
فرنسا هي أيضا مساهم مالي كبير في أنشطة الأمم المتحدة. فيما يتعلق بالميزانية العامة للأمم المتحدة التي تمول الموظفين والاستثمار والأمانة العامة والمكاتب الميدانية الأخرى للأمم المتحدة، بلغت مساهمة فرنسا لعام 2019، 123 مليون دولار، أي بنسبة 4.43٪ مما يجعلها سادس أكبر مساهم.  المساهمة الإلزامية الأخرى للدول الأعضاء في الأمم المتحدة هي ميزانية عمليات حفظ السلام. إلى جانب العضو الدائم الآخر في مجلس الأمن التابع للأمم المتحدة، يُطلب من فرنسا أن تأخذ حصة أكبر من المساهمات المالية بسبب مشاركتها المتزايدة في حفظ السلام. في ميزانية عمليات حفظ السلام لعام 2019، احتلت فرنسا المرتبة السادسة بين أكبر المساهمين،  حيث بلغ نصيبها 5.61٪ أو381 مليون دولار. بالإضافة إلى ذلك، تقدم فرنسا أيضًا مساهمات طوعية يمكن تقديمها وفقًا لتقدير كل دولة عضو لصناديق وبرامج الأمم المتحدة التي تدعمها بشكل خاص.

### الهيكل التنظيمي
لدى فرنسا بعثة دائمة لدى الأمم المتحدة أنشئت في نيويورك. يكمن دورها الرئيسي في البحث والتحضير والتفاوض بشأن النصوص، مثل قرارات مجلس الأمن، والتي يتم مناقشتها واعتمادها من قبل هيئات الأمم المتحدة المختلفة. يرأس البعثة المندوب الدائم لفرنسا لدى الأمم المتحدة الذي يجلس في مجلس الأمن، وداخل الجمعية العامة وجميع الهيئات الأخرى التي تمثل فيها فرنسا في الأمم المتحدة، ويتحدث باسم فرنسا ويدافع عن موقف الأمة والسياسة الخارجية في هذه المنتديات. الممثل الدائم الحالي لفرنسا لدى الأمم المتحدة هو نيكولا دي ريفيير الذي تولى منصب السفير في 8 يوليو 2019.

### البيئة وتغير المناخ

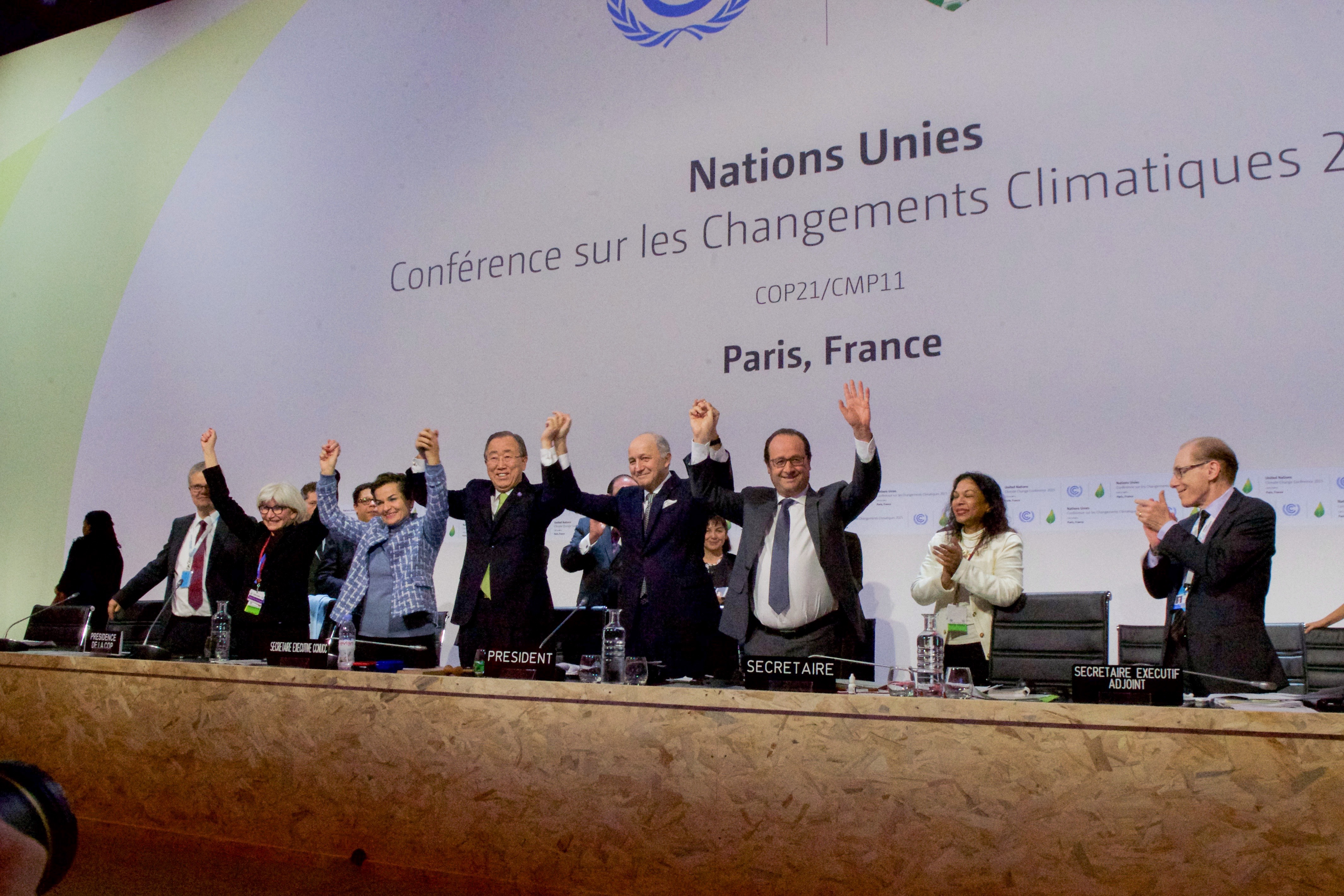
كوب 21 في باريس - وزير الخارجية الفرنسي والأمين العام للأمم المتحدة بان كي مون والرئيس الفرنسي هولاند يرفعون أيديهم بعد أن وافق ممثلو 196 دولة على اتفاقية بيئية شاملة.

إحدى القضايا التي تنشط فيها فرنسا بشكل كبير داخل الأمم المتحدة هي العدالة البيئية وتغير المناخ. استضافت فرنسا مؤتمر مؤتمر الأمم المتحدة للتغير المناخي 2015.  ولعبت دورًا محوريًا في تطوير وتنفيذ اتفاقية باريس للمناخ. بالإضافة إلى تغير المناخ على وجه التحديد، تقود فرنسا أيضًا الكفاح من أجل القانون البيئي الدولي، حيث تعمل مع خبراء من 40 دولة من جميع أنحاء العالم في مراحل مختلفة من تطوير وتقديم «الميثاق العالمي للبيئة» إلى الأمم المتحدة. تم اعتماد قرار من قبل الجمعية العامة في 10 مايو 2018.

### حقوق الإنسان
حقوق الإنسان هي المحور الرئيسي للأمم المتحدة وهي واحدة من المبادئ الأساسية للجمهورية الفرنسية وكذلك في سياستها الخارجية. الإعلان العالمي لحقوق الإنسان الصادر عن الأمم المتحدة عام 1948 مستوحى جزئيًا من إعلان حقوق الإنسان والمواطن لعام 1789 ويمكن استخلاص العديد من أوجه التشابه بين الاثنين. أهم مجالات حقوق الإنسان في الأمم المتحدة التي تشارك فيها فرنسا بعمق هي تعزيز حقوق المرأة وحماية الصحفيين وحرية الصحافة ومكافحة الإفلات من العقاب والاحتجاز التعسفي والاختفاء القسري والإلغاء العالمي لعقوبة الإعدام ومكافحة تجنيد الأطفال.

## مستقبل العلاقات بين فرنسا والأمم المتحدة

### ترشيح فرنسا لمجلس حقوق الإنسان 2021-2023
مجلس حقوق الإنسان هو هيئة داخل الأمم المتحدة مكونة من 47 دولة مسؤولة عن الدفاع عن حقوق الإنسان في جميع أنحاء العالم. يتم انتخاب الدول الأعضاء البالغ عددها 47 دولة لمدة ثلاث سنوات من قبل الجمعية العامة للأمم المتحدة ويتم توزيع المقاعد على أساس التوزيع الجغرافي العادل. منذ تأسيس المجلس في عام 2006، كانت فرنسا عضوًا ثلاث مرات (2006-2008، 2009-2011، 2014-2016)  وتلعب دورًا نشطًا في بعثات المفوضية السامية للأمم المتحدة لشؤون اللاجئين حتى عندما لا تكون عضوًا. في 22 فبراير 2020، أعلنت فرنسا ترشحها لمجلس حقوق الإنسان لفترة 2021-2023 على تويتر. بعد أربعة أيام، في 26 فبراير، قدم جان إيف لودريان، وزير أوروبا والشؤون الخارجية الفرنسي، ترشيح فرنسا لعضوية المجلس في افتتاح دورته 43 في جنيف.

### إصلاح الأمم المتحدة
كانت فرنسا أحد أصحاب المصلحة الرئيسيين في الدعوات الأخيرة لإصلاح الأمم المتحدة لجعل المنظمة أكثر كفاءة وأكثر تمثيلاً للنظام العالمي الحالي الذي تغير بشكل كبير منذ نهاية الحرب العالمية الثانية عندما تم إنشاء هياكل الأمم المتحدة.  أصبحت تعددية الأطراف الآن تحت تهديد سياسات القوة، وكانت فرنسا صريحة بشأن الحاجة إلى إصلاح ذلك من خلال إصلاح الأمم المتحدة. هناك ثلاثة مجالات رئيسية للإصلاح اقترحتها فرنسا أو دعمتها خلال العقد الماضي.
1. دعت فرنسا إلى إصلاح مجلس الأمن الدولي، مقترحة زيادة عدد المقاعد الدائمة في مجلس الأمن ليشمل دول مجموعة الأربعة (ألمانيا والبرازيل والهند واليابان) بالإضافة إلى وجود أكبر للدول الأفريقية الأعضاء في كل من المقاعد الدائمة وغير الدائمة. [35] [36]
2. اقترحت فرنسا تنظيم استخدام حق النقض في الأمم المتحدة فيما يتعلق بقضايا الفظائع الجماعية. تم اعتماد هذه المبادرة، التي بدأت في عام 2013، من قبل أكثر من 100 دولة اعتبارًا من نوفمبر 2019. [33] [34]
3. تدعم فرنسا اقتراح الأمين العام أنطونيو غوتيريش لإصلاح عمليات حفظ السلام، والذي يدعو إلى تمويل أفضل وتحسين أداء عمليات الأمم المتحدة لحفظ السلام حتى تكون أكثر فعالية في تحقيق أهدافها. [6]

### منح فرنسا مقعد مجلس الأمن للاتحاد الأوروبي
في السنوات الأخيرة، كانت هناك دعوات، بشكل أساسي من ألمانيا، لفرنسا للتخلي عن مقعدها كعضو دائم في مجلس الأمن واستبدالها بالاتحاد الأوروبي (بما في ذلك حق النقض). حجة ألمانيا هي أن حصول الاتحاد الأوروبي على مقعد دائم في مجلس الأمن سيمكن الكتلة الأوروبية من التحدث بصوت موحد في المنصة الدولية. تنص المادة 34 من معاهدة الاتحاد الأوروبي على أنه يجب على الدول الأعضاء التمسك بموقف الاتحاد في أي منظمات أو مؤتمرات أو منتديات دولية مماثلة في أعمالها،  ومن ثم، فإن ألمانيا تجادل بأنه إذا كانت فرنسا ملتزمة حقًا بالاتحاد الأوروبي، يجب أن بكون هذا المقعد وما يرتبط به من حق النقض أوروبيًا. تأتي هذه الدعوات في أعقاب المخاوف بشأن مستقبل أوروبا على المسرح العالمي بعد خروج بريطانيا من الاتحاد الأوروبي، والذي يترك أوروبا بمقعد واحد فقط في المجلس.  يتمثل موقف فرنسا، بالإضافة إلى محللي السياسة الآخرين في الاتحاد الأوروبي، في أنه إذا كان هدف ألمانيا هو تمثيل أفضل لموقف أوروبا على المسرح العالمي كما يدعون،  هذا المقعد المدمج في الاتحاد الأوروبي سيكون له نتائج عكسية. بدلاً من ذلك، مثلما دعت فرنسا إلى إضافة المزيد من المقاعد الدائمة للدول الأوروبية، فإن ذلك يعني المزيد من قوة التصويت الجماعية والمساهمة في قرارات ومناقشات الأمم المتحدة المهمة.  بالنظر إلى أن فرنسا هي القوة الدبلوماسية للاتحاد الأوروبي بينما تمثل ألمانيا العاصمة الاقتصادية للاتحاد الأوروبي - فهما معًا يوازنان بعضهما البعض. إن مثل هذا التحول إلى أوربة القوة الدبلوماسية لفرنسا في شغل مقعد مجلس الأمن يمكن أن يرجح هذا التوازن لصالح ألمانيا ويقوض التوازن الفرنسي الألماني الذي هو في صميم التكامل الأوروبي والسلام.  وبالتالي، فمن غير المرجح أن تتخلى فرنسا عن مقعدها في مجلس الأمن وحق النقض (الفيتو) للاتحاد الأوروبي أو أن تسمح الأمم المتحدة بذلك، ولكن من المعقول أن تستمر فرنسا في الضغط من أجل إصلاح الأمم المتحدة من أجل ألمانيا ودول مجموعة الأربعة الأخرى للانضمام إلى «الخمسة الكبار»  ويصبحون أعضاء دائمين يتمتعون بحق النقض (الفيتو). 